# شیخ شربتی
شیخ شربتی، روستایی از توابع بخش سرشیو شهرستان مریوان در استان کردستان ایران است که در دامنه کوه سلطان احمد واقع شده است.

## جمعیت
این روستا در دهستان گلچیدر قرار دارد و براساس سرشماری مرکز آمار ایران در سال ۱۳۸۵، جمعیت آن ۱۷۸ نفر (۴۵خانوار) بوده‌است.